# Dorothy Ashby
Dorothy Ashby (Detroit, 1932. augusztus 6. – Santa Monica, 1986. április 13.) amerikai dzsesszzenész, hárfás, zeneszerző.
| Dorothy Ashby                             | Dorothy Ashby                             |
| Kattints az alábbi külső linkek egyikére! | Kattints az alábbi külső linkek egyikére! |
| ----------------------------------------- | ----------------------------------------- |
| Nem található szabad kép.(?)              |                                           |
| külső link · jogvédett                    | Dorothy Ashby                             |

## Pályafutása
Apja dzsesszgitáros volt. Otthonukban gyakran fordultak meg zenésztársai. Az ifjú  Dorothy többnyire ott volt velük a zongoránál. Középiskolájában tanulótársa volt többek között Kenny Burrell és Donald Byrd. Első hangszerei a szaxofon és a nagybőgő volt, aztán a hárfát választotta. Zongorázni a Wayne State University-n tanult.
Az első ember volt, aki hitelesen játszott bebopot a hárfán. Megmutatta, hogy ebben a nehézkesnek tartott hangszerben mennyi könnyed lendület lehet.
Zenészpartnerei voltak (többek között): Stevie Wonder, Diana Ross, Dionne Warwick, Barry Manilow, Stanley Turrentine, Freddie Hubbard, Billy Preston, Bobby Womack,...

## Albumok
- 1957: The Jazz Harpist (with Frank Wess)
- 1958: Hip Harp (with Frank Wess)
- 1958: In a Minor Groove (with Frank Wess)
- 1961: Soft Winds
- 1962: Dorothy Ashby
- 1965: The Fantastic Jazz Harp of Dorothy Ashby
- 1968: Afro-Harping
- 1969: Dorothy's Harp
- 1970: The Rubaiyat of Dorothy Ashby
- 1984: Django/Misty
- 1984: Concierto de Aranjuez